# 利調縣
利調縣，是明代交阯承宣布政使司順化府順州下轄的一個縣，其境內有圓浪江，自茶偈江至此瀦焉，產蓮。治所約在今越南廣治省甘露縣。

## 沿革
- 漢代為日南郡比景縣地[3]。
- 永樂五年（1407年）六月癸未置，屬順化府順州[4][5][6][7][8][9]。
- 永樂十七年九月丙辰，並利調縣、安仁縣、不蘭縣、巴閬縣四縣入順州[10][11]。